# Fernando Mendes dos Reis
Fernando Mendes dos Reis (Rio Meão, Santa Maria da Feira, 15 de setembre de 1946 - Porto, 6 d'octubre de 2001) va ser un ciclista portuguès que fou professional entre 1965 i 1981. Va ser gran amic i rival de Joaquim Agostinho.
En el seu palmarès destaca la Volta a Portugal de 1974, tres campionats de Portugal en ruta, el 1974, 1975 i 1978, dos en contrarellotge, el 1974 i 1975, i la sisena posició final a la Volta a Espanya de 1975. Un cop retirat va dirigir diferents equips.

## Palmarès
- 1966
  - Vencedor d'una etapa a la Volta a Portugal
- 1968
  - 1r al GP de Robbialac i vencedor de 3 etapes
  - Vencedor d'una etapa del GP Philips
  - Vencedor d'una etapa del GP de Porto
  - 1r al GP de Casal i vencedor d'una etapa
  - Vencedor d'una etapa a la Volta a Portugal
- 1969
  - Vencedor de 3 etapes a la Volta a Portugal
- 1970
  - 1r al GP de Riopele i vencedor d'una etapa
  - 1r al GP de Casal i vencedor de 2 etapes
  - 1r al GP Philips i vencedor d'una etapa
  - Vencedor d'una etapa al GP de Robbialac
- 1971
  - 1r a la Porto-Lisboa
  - 1r al GP de Riopele i vencedor de 2 etapes
- 1972
  - 1r a la Porto-Lisboa
- 1973
  - 1r a la Porto-Lisboa
  - Vencedor de 2 etapes a la Volta a Portugal
  - Vencedor d'una etapa a la Lisboa-Algarve
  - 1r a Malveira
- 1974
  -  Campió de Portugal en ruta
  -  Campió de Portugal en contrarellotge
  - 1r a la Volta a Portugal i vencedor de 3 etapes
  - 1r a la Volta a les Açores
- 1975
  -  Campió de Portugal en ruta
  -  Campió de Portugal en contrarellotge
  - 1r a la Rapport Toer
- 1978
  -  Campió de Portugal en ruta
  - 1r al Gran Premi Duas Rodas i vencedor d'una etap
  - Vencedor d'una etapa a la Volta a Portugal
  - Vencedor d'una etapa a la Volta a l'Algarve

### Resultats al Tour de França
- 1972. Abandona (14a etapa)
- 1973. 18è de la classificació general
- 1975. Abandona (7a etapa)
- 1977. 27è de la classificació general
- 1981. Abandona (6a etapa)

### Resultats a la Volta a Espanya
- 1973. 28è de la classificació general
- 1974. 11è de la classificació general
- 1975. 6è de la classificació general. 1r Classificació Metes volants
- 1976. 20è de la classificació general
- 1977. 13è de la classificació general

### Resultats al Giro d'Itàlia
- 1976. 17è de la classificació general